# Commune 5
Commune 5 är en krets i Mali.   Den ligger i regionen Bamako, i den sydvästra delen av landet, 7 km söder om huvudstaden Bamako.